# Кодекс (телесериал)
«Кодекс» (англ. The Code) — американский телесериал в жанре драмы, транслировавшийся на канале CBS с 9 апреля по 22 июля 2019 года.
24 июля 2019 года канал CBS закрыл телесериал после первого сезона.

## Сюжет
О профессиональной и личной жизни военных юристов. В то время как «морские котики» защищают жизни рядовых граждан, военные юристы защищают интересы «морских котиков» и других представителей армии США.

## В ролях

### Основной состав
- Люк Митчелл — капитан Джон «Эйб» Абрахам, бывший офицер морской пехоты, который был ранен во время службы в Афганистане и стал адвокатом после того, как его признали непригодным для службы по медицинским показаниям.
- Дана Дилейни — полковник (позднее бригадный генерал) Гленн Тернбулл, который курирует адвокатов и помогает им ориентироваться в политике, окружающей правовую систему.
- Анна Вуд — капитан Майя Доббинс[2].
- Ато Эссанда — майор Трей Ферри[2].
- Раффи Барсумян — прапорщик Рами Ахмади[3].
- Филлипа Су — лейтенант Харпера Ли[4].

## Список эпизодов

### Сезон 1 (2019)
| № | Название               | Режиссёр       | Автор сценария                                            | Дата премьеры  | Зрители в США (млн) |
| --- | ---------------------- | -------------- | --------------------------------------------------------- | -------------- | ------------------- |
| 1 | «Взорвать» «Blowed Up» | Марк Уэбб      | Сюжет: Крэйг Турк и Крэйг Суини Телесценарий: Крэйг Суини | 9 апреля 2019  | 8,13                |
| Рассматривается дело морского пехотинца, убившего в Афганистане своего командира. Руководитель юридической службы, полковник Гленн Тернбулл, назначает в качестве обвинителя и адвоката капитана Джона «Абэ» Абрахама и капитана Майю Доббинс. |                        |                |                                                           |                |                     |
| 2 | «P.O.G.»               | Гай Ферленд    | Крэйг Суини                                               | 15 апреля 2019 | 4,45                |
| 3 | «Molly Marine»         | Холли Дэйл     | Кендалл Шервуд                                            | 22 апреля 2019 | 4,60                |
| 4 | «Back on the Block»    | Стив Эделсон   | Mimi Won Tetjemtom                                        | 29 апреля 2019 | 4,41                |
| 5 | «Maggie's Drawers»     | Джон Полсон    | Натан Александр                                           | 6 мая 2019     | 4,07                |
| 6 | «1st Civ Div»          | Джон Беринг    | Джош Фиалков                                              | 13 мая 2019    | 5,54                |
| 7 | «Above the Knee»       | Томас Картер   | Энтони Суоффорд                                           | 20 мая 2019    | 4,97                |
| 8 | «Lioness»              | Янн Тернер     | Хоуп Мастрас                                              | 3 июня 2019    | 4,63                |
| 9 | «Smoke-Pit»            | Рон Фортунато  | Кейси Фелтон-Луи                                          | 1 июля 2019    | 3,98                |
| 10 | «Secret Squirrel»      | Сара Бойд      | Джован Робинсон                                           | 8 июля 2019    | 3,85                |
| 11 | «Done and Doff»        | Эрик Ланёвилль | Майкл Анджели                                             | 15 июля 2019   | 3,25                |
| 12 | «Legit Bad Day»        | Крэйг Суини    | Крэйг Суини                                               | 22 июля 2019   | 2,91                |

## Отзывы критиков
Телесериал получил средние отзывы кинокритиков. На сайте Rotten Tomatoes фильм имеет рейтинг 36 % на основе 11 рецензий со средним баллом 6,5 из 10. На сайте Metacritic фильм имеет оценку 56 из 100 на основе 5 рецензий критиков, что соответствует статусу «смешанные или средние отзывы».